# Траксельвальд
Траксельвальд (нем. Trachselwald) — коммуна в Швейцарии, в кантоне Берн.
До 2009 года была центром округа Траксельвальд, с 2010 года входит в округ Эмменталь. Население составляет 1047 человек (на январь 2009 года). Официальный код — 0958.

## География
Траксельвальд занимает площадь в 16 км². Из этой территории 56,3 % используется под сельское хозяйство, а 39,2 % покрыта лесами. Из оставшейся территории 4,4 % заселено (застроено или занято дорогами) и остаток (0,1 %) невозможно использовать (реки, ледники и горы).